# Enkomi
Enkomi (gr. Έγκωμη, tur. Tuzla) – wieś na Cyprze, w dystrykcie Famagusta, położona na terytorium republiki Cypru Północnego.
Starożytne miasto założone w połowie XVI wieku p.n.e. W XII wieku p.n.e. osiągnęło status jednego z najważniejszych ośrodków świata śródziemnomorskiego. Jego upadek nastąpił w wyniku trzęsienia ziemi ok. 1075 p.n.e.